# Станица (приток Колочи)
Станица (Стонец) — ручей в Можайском городском округе Московской области, правый приток реки Колочь. Протекает по историческому Бородинскому полю недалеко от южного конца Можайского водохранилища.
Длина ручья составляет 8,2 км, площадь бассейна — 21,8 км². Берёт начало в посёлке Бородинское Поле. От истока течёт на северо-запад, протекает по окраине деревни Татариново. От деревни Горки поворачивает на юго-запад. Впадает в Колочь по правому берегу напротив деревни Бородино.
В бассейне также находится деревня Псарёво. Большая часть бассейна покрыта лесами.

## Данные водного реестра
По данным государственного водного реестра России относится к Окскому бассейновому округу, водохозяйственный участок реки — Москва от истока до Можайского гидроузла, речной подбассейн реки — бассейны притоков Оки до впадения Мокши. Речной бассейн реки — Ока.
Код водного объекта в государственном водном реестре — 09010101012210000023117.